# Johann Ernst Elias Bessler
Johann Ernst Elias Bessler, noto anche con lo pseudonimo di Orffyreus oppure Orffyré (1680 – Fürstenberg, 30 novembre 1745), è stato un inventore tedesco.
Sostenne di aver costruito diverse macchine da moto perpetuo. Queste affermazioni suscitarono notevole interesse e controversie tra alcuni dei principali filosofi naturali del tempo, tra cui Leibniz, Johann Bernoulli, John Theophilus Desaguliers e Willem 's Gravesande. Il moderno consenso scientifico è che Bessler abbia perpetrato una frode deliberata, sebbene i dettagli non siano stati spiegati in modo soddisfacente.

## Vita e carriera
Bessler nacque da una famiglia di contadini nell'Alta Lusazia, in Germania, intorno al 1680. Compì gli studi secondari a Zittau e poi viaggiò molto. Un alchimista lo istruì sulla fabbricazione di elisir e trovò lavoro come guaritore. Fu anche un apprendista orologiaio fino a quando le sue fortune migliorarono quando sposò una ricca donna ad Annaberg.
Bessler adottò lo pseudonimo di Orffyreus scrivendo le lettere dell'alfabeto in un cerchio e selezionando le lettere diametralmente opposte a quelle del suo cognome (utilizzando l'algoritmo successivamente noto come ROT13), ottenendo così Orffyre, che poi latinizzò in Orffyreus.